# Nicolò Venier
Nicolò Venier (ur. ok. 1483, zm. 1530) – władca Paros w latach 1518-1530.
Był synem Fiorenzy Sommaripy i Zuana Francesco Veniery. W 1507 roku ożenił się z kobietą o imieniu Zantano, z którą miał syna Andrzeja. Jego następcą była jego siostra Cecylia Venier. 